# Macron (marca)
|  | Per a altres significats, vegeu «Macron». |

Macron és un fabricant italià d'articles esportius amb seu a Valsamoggia, prop de Bolonya, Itàlia.

## Història

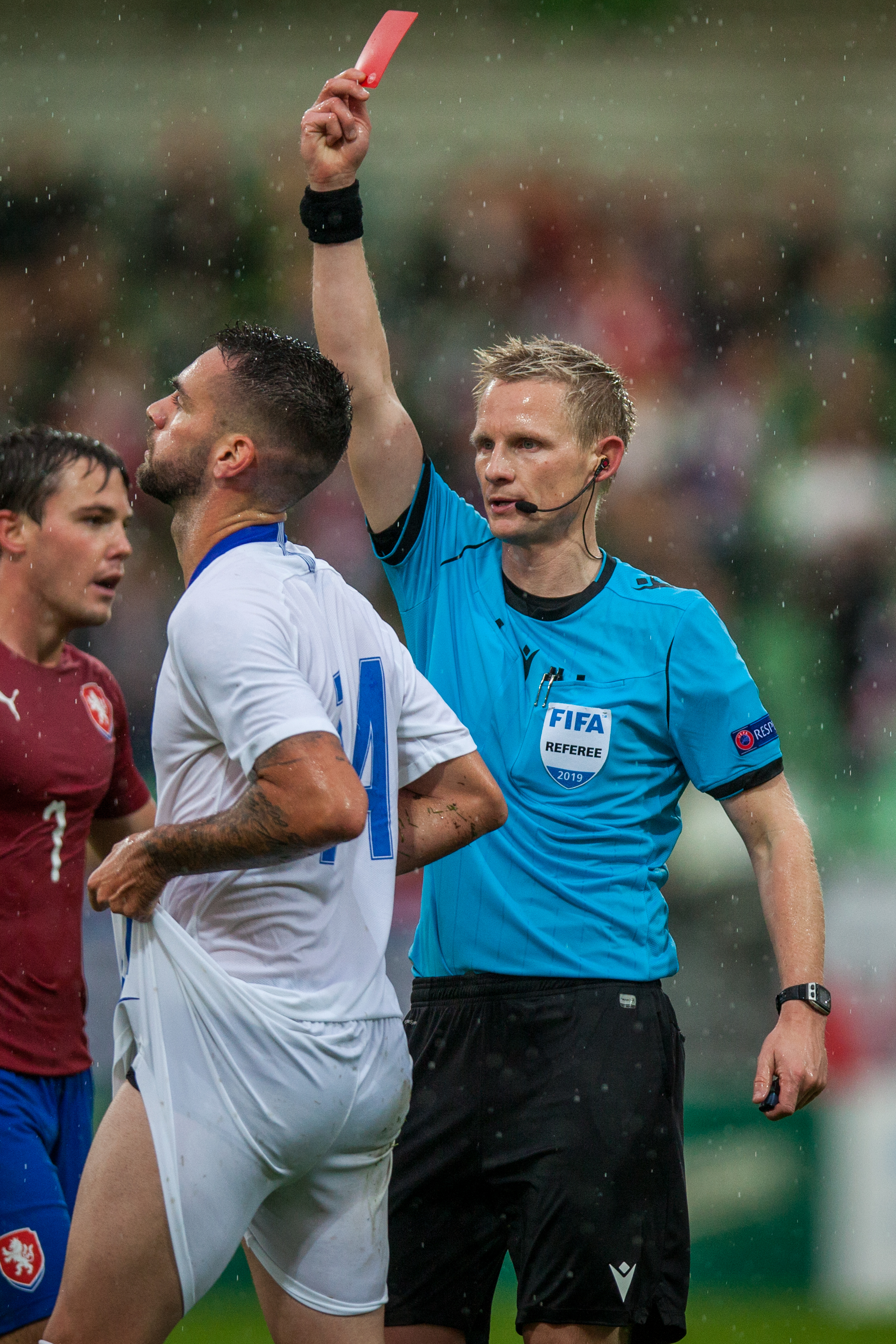
L'àrbitre Jørgen Burchardt amb l'equipació de Macron durant un torneig de la UEFA

Macron es va fundar l'any 1971 com a distribuïdor d'equipacions de beisbol de fabricants nord-americans. Macron treballa com a proveïdor del futbol professional des del 2001. El primer soci contractual va ser el FC Bologna. A partir de l'any 2005 va començar a estendre's per Europa. El 2023, Macron operava 170 botigues a 30 països per vendre els seus productes.
Del 2014 al 2018, Macron va ser el patrocinador de l'estadi del Bolton Wanderers. A la temporada de futbol 2016/17, Macron va ser el principal proveïdor de la Sèrie A. Els clubs FC Bologna, Cagliari Calcio, SPAL Ferrara i Lazio Roma estaven sota contracte amb la marca. El 2017, Macron va guanyar una licitació de la UEFA per equipar les associacions nacionals de futbol més petites sota l'Esquema d'Assistència al Kit, incloses les federacions de Liechtenstein, Luxemburg, San Marino i Xipre. El maig de 2019, Macron i la UEFA van signar un contracte de tres anys fins al 2022 per proporcionar equipament a tots els àrbitres de les competicions de la UEFA. Macron va substituir el proveïdor Adidas en aquest càrrec.